# Gabriele Ferretti

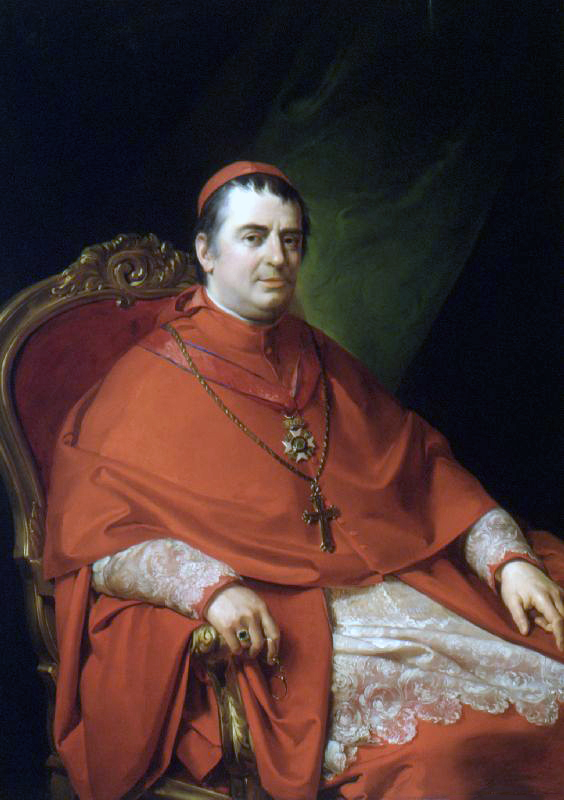
Gabriele Kardinal Ferretti (zeitgen. Gemälde von Francesco Podesti)

Gabriele Ferretti (* 31. Januar 1795 in Ancona; † 13. September 1860 in Rom) war ein italienischer Geistlicher, Bischof und Kardinal der Römisch-katholischen Kirche.

## Leben
Gabriele Ferretti, Sohn einer Grafenfamilie und entfernt mit Papst Pius IX. verwandt, wuchs ab 1799 in Parma auf. Er studierte dort und in Siena, am Priesterseminar in Ancona sowie am Collegio Romano. Am 1. Juni 1817 erhielt Ferretti die Priesterweihe, im September 1818 wurde er Doktor der Theologie. Nachdem er zunächst als Erzpriester an der Kathedrale von Ancona tätig gewesen war, ging er bald nach Rom, wo er 1825 durch eine Predigt anlässlich des Heiligen Jahres erstmals bekannt wurde.
Papst Leo XII. ernannte ihn am 21. Mai 1827 zum Bischof von Rieti. Die Bischofsweihe spendete ihm sechs Tage später Kardinal Carlo Odescalchi; Mitkonsekratoren waren Lorenzo Girolamo Mattei und Antonio Baldini. 1831 sah sich Ferretti mit einer Revolution in Mittelitalien konfrontiert, an der auch sein Bruder Pietro beteiligt war. In Rieti konnten die Aufstände jedoch zurückgeschlagen werden. Ende Juli 1833 wurde er Apostolischer Nuntius in Neapel, wo er an den – aus Sicht des Heiligen Stuhls wenig erfolgreichen – Verhandlungen zur Ausarbeitung eines Konkordats mit dem Königreich beider Sizilien beteiligt war. Am 19. Mai 1837 ernannte Papst Gregor XVI. Ferretti zum Bischof von Montefiascone, mit dem persönlichen Titel eines Erzbischofs. Ferretti konnte Neapel aufgrund einer Choleraepidemie erst im August desselben Jahres verlassen. Bereits am 2. Oktober 1837 erfolgte die Ernennung zum Erzbischof von Fermo. Dort ließ er zum Unmut vieler die alte Universität schließen und führte allgemein eine restaurative Politik ein.
Im Konsistorium vom 30. November 1838 nahm ihn Gregor XVI. in pectore ins Kardinalskollegium auf, die Ernennung zum Kardinalpriester und die Zuweisung der Titelkirche Santi Quirico e Giulitta wurde erst 1839 bekanntgegeben. Am 12. Januar 1842 legte Kardinal Ferretti, der als einer der entschiedensten Befürworter der Politik Gregors XVI. galt, die Leitung des Erzbistums Fermo nieder. Da er sich durch seine Amtsführung unbeliebt gemacht hat, musste er Fermo heimlich verlassen. Am 14. März 1843 wurde er Präfekt der Kongregation für Reliquien und Ablässe, was er bis 1847 blieb. Nach dem Tod Gregors XVI. nahm er am Konklave 1846 teil, das Pius IX. wählte.
Pius IX. ernannte ihn im Dezember 1846 zum Päpstlichen Legaten in Pesaro und Urbino. Bereits am 17. Juli 1847 wurde Ferretti Kardinalstaatssekretär, was er bis zum 20. Januar 1848 blieb. Aus Angst vor dem Souveränitätsverlust des Kirchenstaates ließ Kardinal Ferretti die päpstlichen Mitarbeiter aus der Zeit Gregors XVI. durch neue, liberalere Würdenträger ersetzen. 1848 wurde er Päpstlicher Legat in Ravenna, nachdem ihm der Papst zuvor als Staatssekretär das Vertrauen entzogen hatte. Angesichts der Revolution von 1848 verlor Kardinal Ferretti das Interesse an der Politik und war 1849 der Meinung, die „Mächte der Finsternis“ würden die Kirche erobern. Er lebte isoliert, selbst zur Rückkehr des Papstes aus dem Exil von Gaeta im April 1850 erschien er nicht in Rom.
Erst im März 1852 kehrte er nach Rom zurück, als ihn Pius IX. zum Kardinalgroßpönitentiar ernannte. Im Folgejahr wurde er Kardinalbischof von Sabina. Kardinal Ferretti zog sich jedoch bald wieder aus dem öffentlichen Leben zurück, das politische und weltliche Geschehen völlig ignorierend. 1860 wurde er krank, im Juni zeigte er sich bei einer Messe letztmals in der Öffentlichkeit. Drei Monate später starb Kardinal Ferretti und wurde in der Kapuzinerkirche Santissima Concezione beigesetzt.